# Hylesia margarita
Hylesia margarita är en fjärilsart som beskrevs av Paul Dognin 1901. Hylesia margarita ingår i släktet Hylesia och familjen påfågelsspinnare. Inga underarter finns listade i Catalogue of Life.